# 나파 가죽

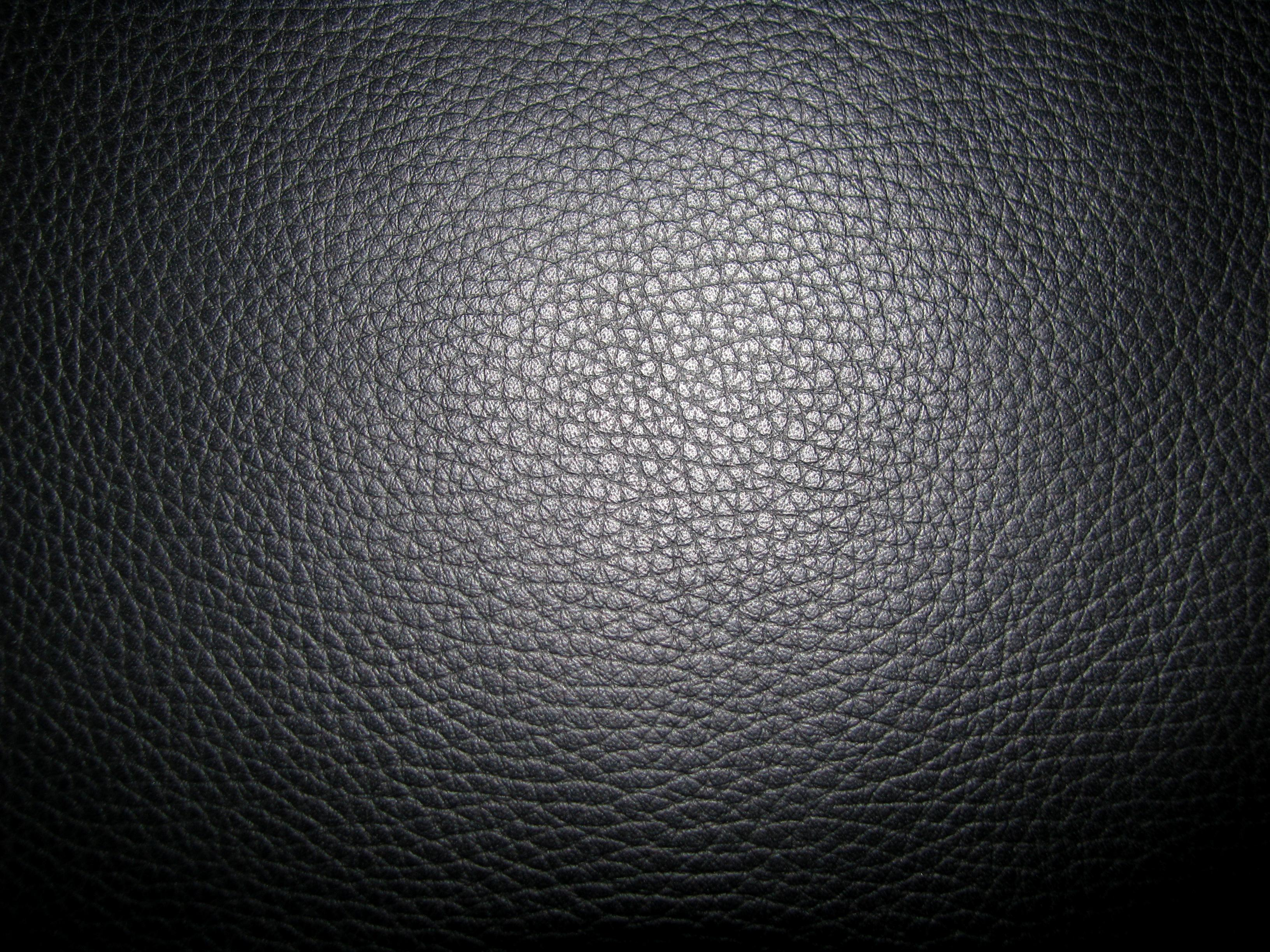

나파 가죽 (Napa leather)은 부드러운 가죽을 가지고 있는 송아지, 어린 양, 새끼 염소에서 추출한 것처럼 부드러운 촉감으로 유명한 가죽이다. 나파 가죽은 가죽 분야의 일반적인 용어이며 나파 가죽만을 특정할 수 있는 실험적 테스트는 없다. 다양한 사용처 중에서도 나파 가죽은 가구, 의류, 핸드백, 카시트, 신발 등의 가죽제품에 많이 사용된다.
가죽의 이름은 소여 태닝사 (Sawyer Tanning Company)에서 일하는 독일 무두질 전문가 에마누엘 매너시 (Emanuel Manasse)가 나파 가죽을 개발한 캘리포니아 나파에서 따온 것이다. :250